# Uniwersytet w Melbourne
Uniwersytet w Melbourne, University of Melbourne – australijska uczelnia publiczna w Melbourne, założona w 1853 roku jako pierwszy uniwersytet w Wiktorii i druga na całym kontynencie australijskim. Kształci około 48 tysięcy studentów i zatrudnia ponad 4400 pracowników naukowych.

## Wydziały
Uniwersytet dzieli się na wydziały i szkoły, między innymi:

- Wydział Architektury, Budownictwa i Planowania
- Wydział Sztuk
- Wydział Biznesu i Ekonomii
- Wydział Edukacji
- Szkoła Inżynieryjna w Melbourne
- Wydział Medycyny, Stomatologii i Nauk o Zdrowiu
- Wydział Prawa
- Wydział Muzyki
- Wydział Nauk Ścisłych
- Wydział Nauk Weterynaryjnych

## Znani absolwenci
- gubernatorzy generalni Australii: Isaac Isaacs, Richard Casey, Zelman Cowen, Ninian Stephen, Peter Hollingworth
- premierzy Australii: Alfred Deakin, Robert Menzies, Harold Holt, Julia Gillard
- wicepremierzy Australii: Jim Cairns, Julia Gillard, Richard Marles
- pięciu gubernatorów stanu Wiktoria
- siedmioro premierów stanu Wiktoria
- czterech przewodniczących Sądu Najwyższego Australii
- sześciu przewodniczących Sądu Najwyższego Wiktorii
- filozof Peter Singer, pisarka Germaine Greer, aktorka Cate Blanchett

## Galeria

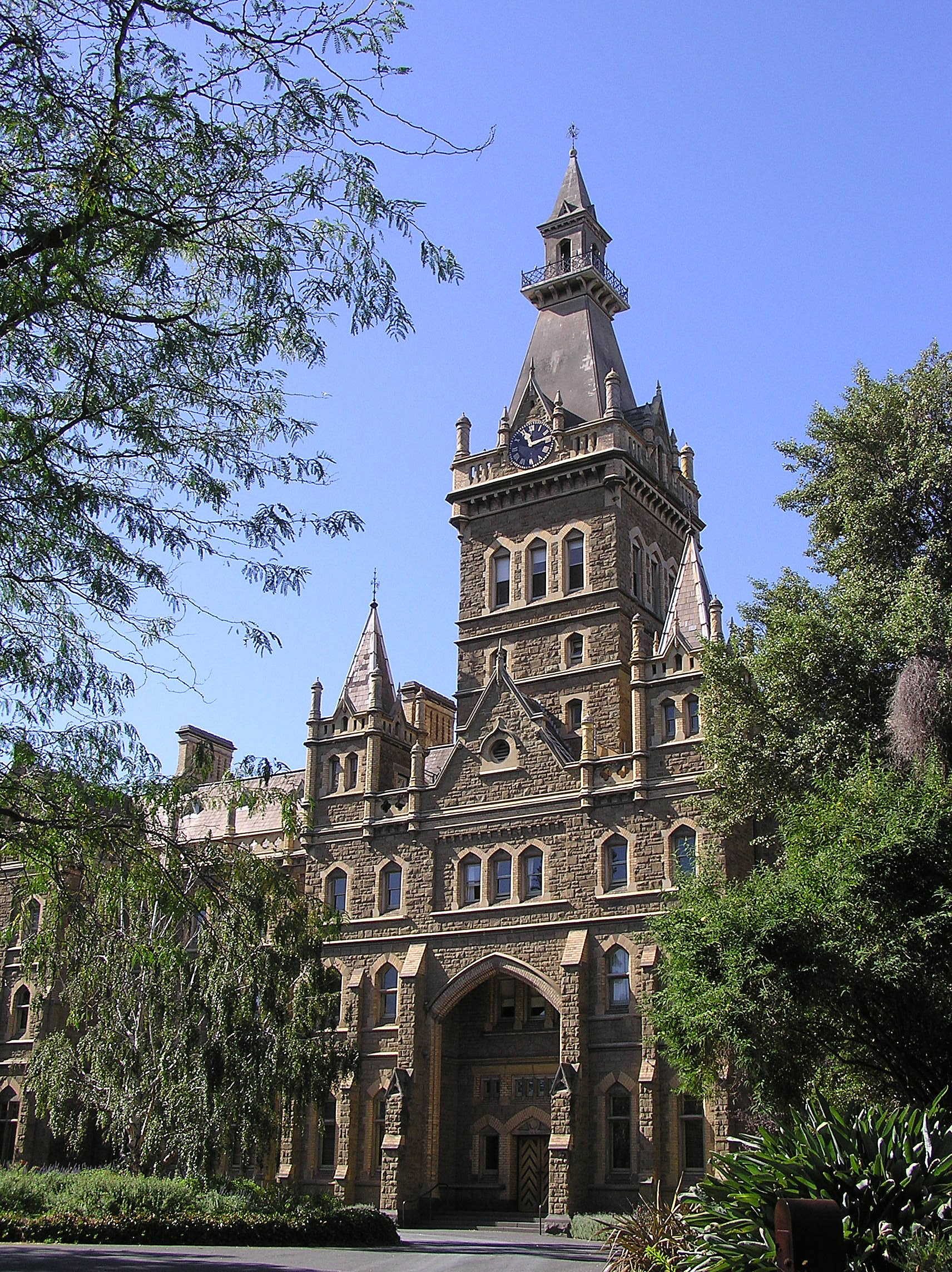
Ormond College
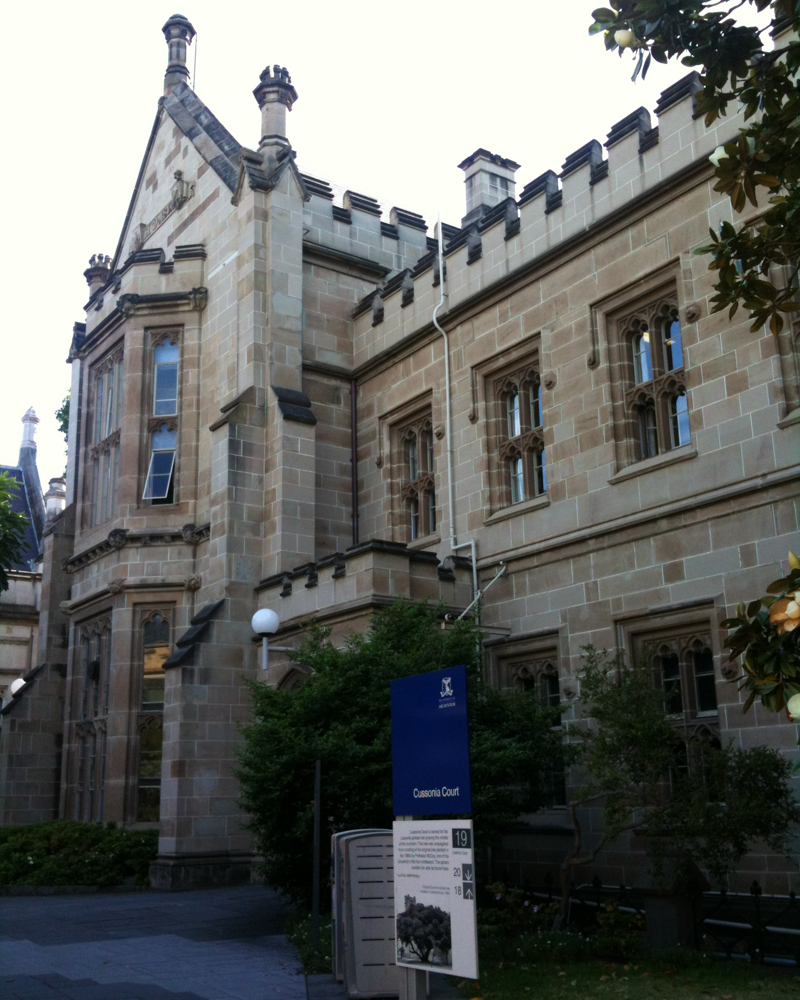
Old Arts Building
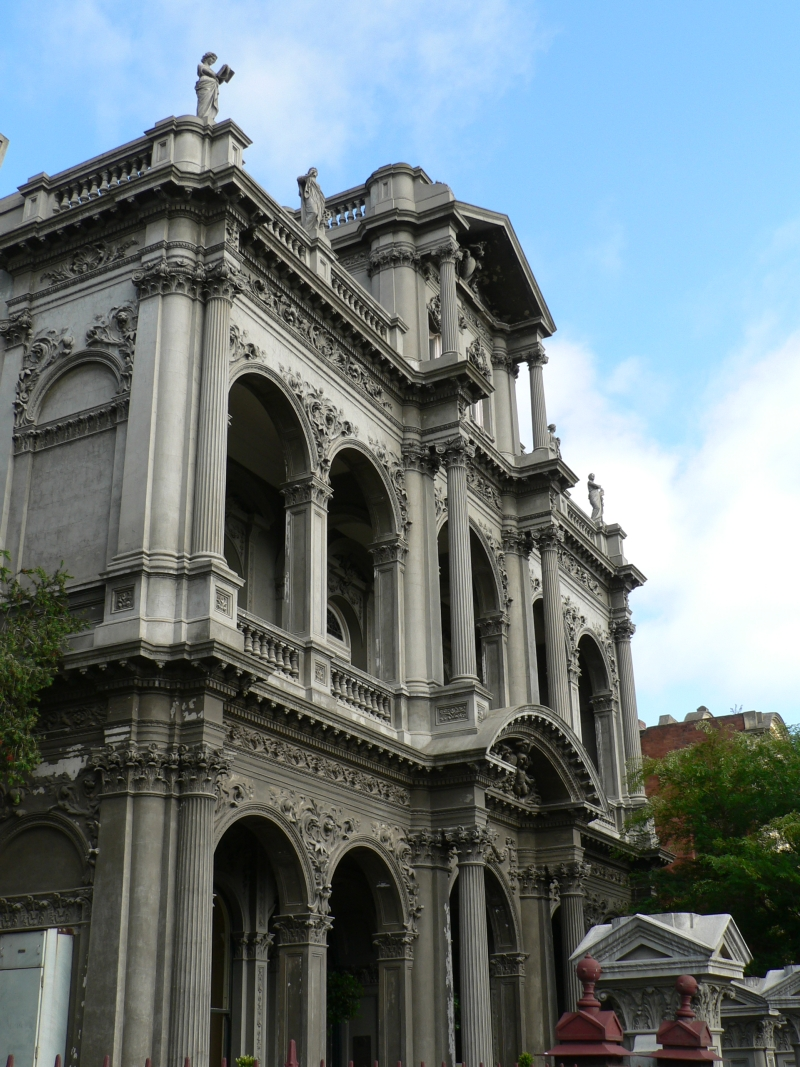
Medley Hall
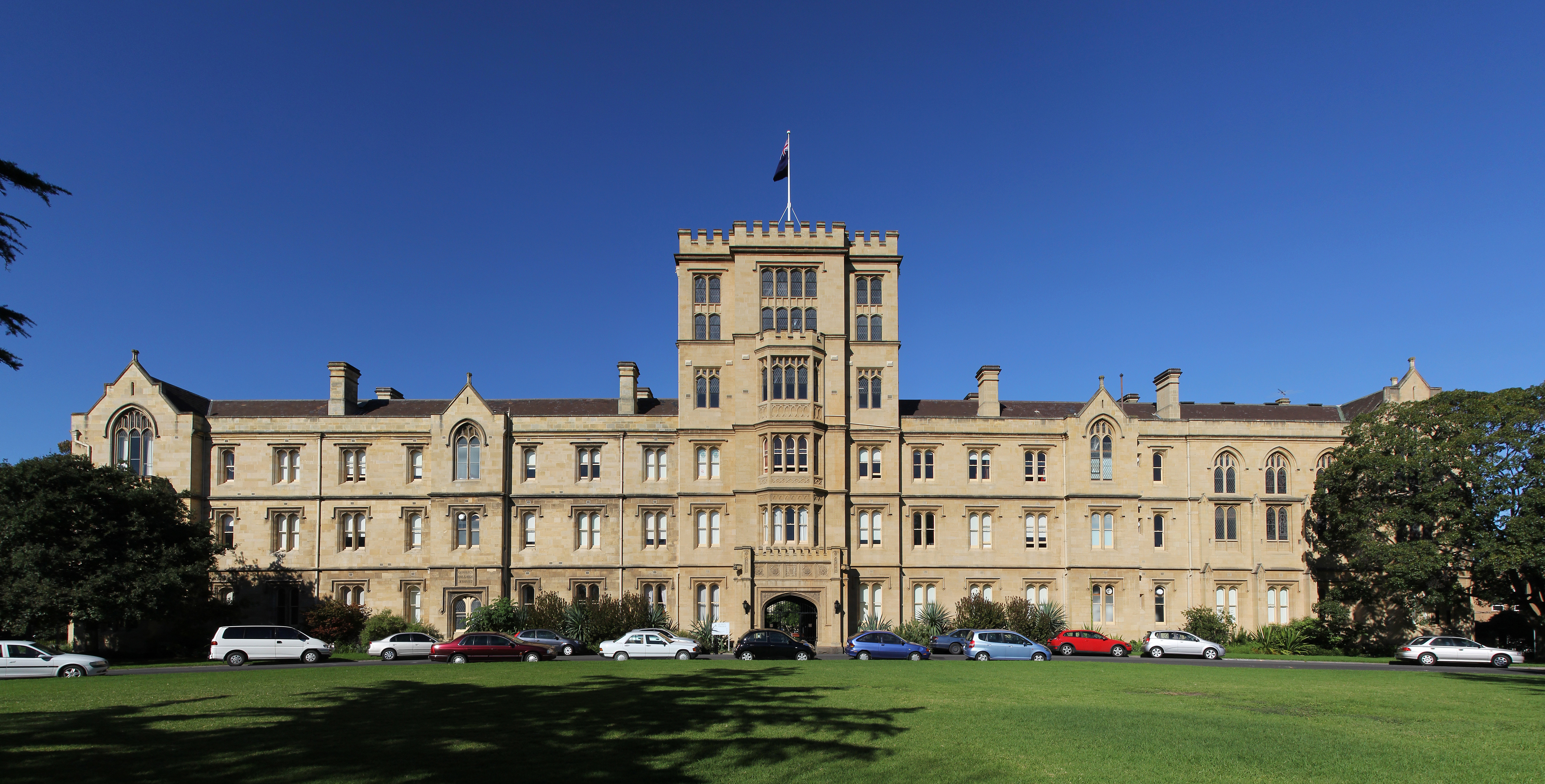
Queen’s College
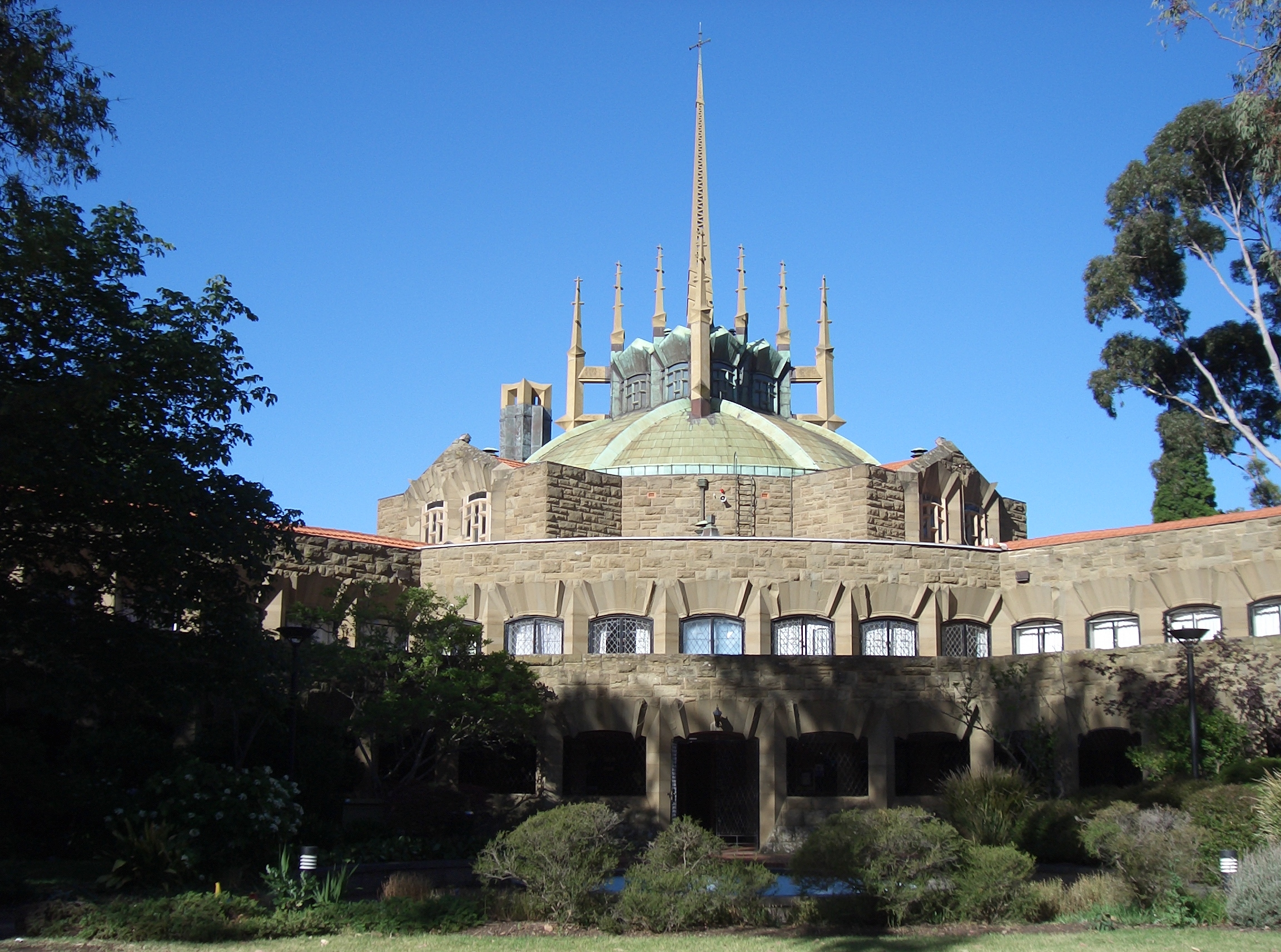
Newman College
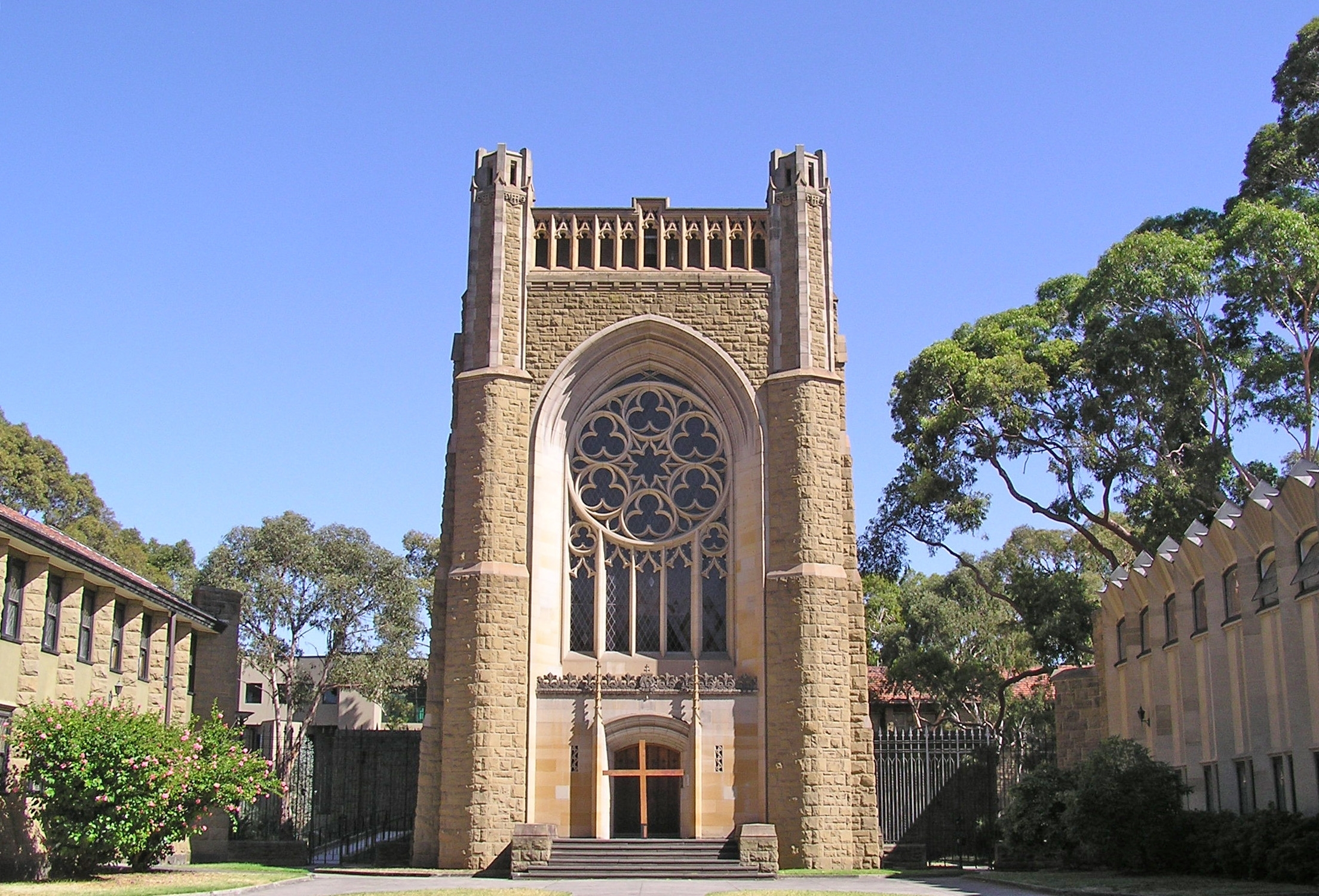
Newman College Chapel
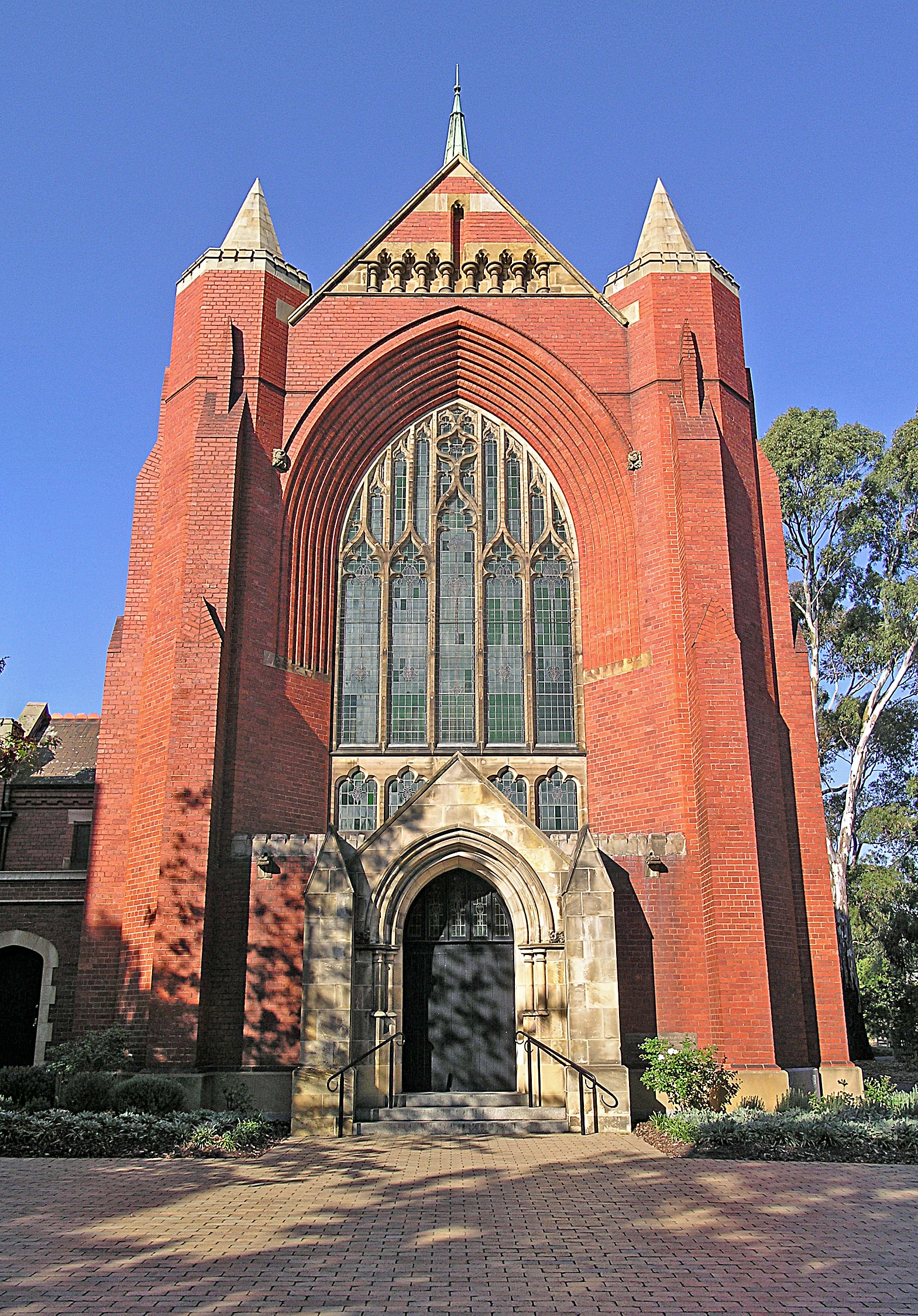
Trinity College Chapel